# Glenea decolorata
Glenea decolorata é uma espécie de escaravelho da família Cerambycidae. Foi descrita por Heller em 1926.